# Tomosvaryella vittigera
Tomosvaryella vittigera är en tvåvingeart som beskrevs av Kuznetzov 1994. Tomosvaryella vittigera ingår i släktet Tomosvaryella och familjen ögonflugor.
Artens utbredningsområde är Mongoliet. Inga underarter finns listade i Catalogue of Life.